# Public Art Fund
Il Public Art Fund (Fondo per l'arte pubblica) è un'organizzazione senza scopo di lucro fondata nel 1977 da Doris C. Freedman, direttrice degli Affari Culturali durante l'amministrazione Lyndsay e presidente della Municipal Art Society della città di New York. 

## Storia
Il Public Art Fund nacque in seguito alla fusione di City Walls e Public Arts Council, organizzazioni già attive nell'ambito dell'arte contemporanea. Dalla fondazione, lo scopo principale dell'organizzazione è stato quello di coordinare progetti artistici in stretta collaborazione con musei come il Whitney Museum of American Art e il Museum of Modern Art e con enti privati e di promuovere l'arte contemporanea. Tutti i progetti sono stati sviluppati in diversi luoghi della città di New York allo scopo di valorizzare la struttura urbana e creare un confronto tra l'artista e il pubblico. 
Per la realizzazione dei progetti vengono inviati, ogni anno,  circa 4000 inviti agli artisti di tutto lo stato di New York, i quali sono chiamati a sviluppare proposte di progetto. Di queste ne vengono scelte solo dieci da un gruppo di critici, curatori e artisti e da queste ulteriormente tre che sono quelle che vengono effettivamente finanziate e realizzate. Parte dei finanziamenti sono forniti dal New York State Council on the Arts, dal Dipartimento di Affari Culturali, da privati, da aziende e da  fondazioni.
Tra le iniziative del Public Art Fund c'è il Public Art Talks, una serie di conferenze tenute dagli artisti e volte ad instaurare un rapporto diretto con studenti di arte contemporanea, professori e pubblico in generale. Oltre alle pubblicazioni dei cataloghi relativi ai progetti, il Public Art Fund propone il Public Art Fund Magazine, una rivista semestrale in cui sono documentate tutte le attività dell'organizzazione. L'attuale presidente del Public Art Fund è Susan Freedman. 